# 原田冬彦
原田 冬彦（はらだ ふゆひこ、1962年（昭和37年） -）は、元フジテレビジョンスポーツ局スポーツメディア事業部長。神奈川県の私立中高一貫校栄光学園を経て東京大学卒。

## 担当番組
- THE WEEK（ディレクター）
- クイズ!歌うぞ音楽王（編成）
- めちゃ2イケてるッ!（編成）
- 森田一義アワー 笑っていいとも!（ディレクター → 制作進行 → プロデューサー）
- SMAP×SMAP（編成 → AP → スーパーバイザー）
- 中居正広のボクらはみんな生きている（プロデューサー）
- 100%キャイ～ン!（制作プロデューサー）
- TV's HIGH（制作プロデューサー）
- 足立区のたけし、世界の北野（編成）
- たけしの斎藤寝具店（プロデューサー）
- ウィーケストリンク☆一人勝ちの法則（プロデューサー）
- F2-X（チーフプロデューサー）
- ノンストップ!（プロデューサー → 制作統括）
- ドSトレーニング（プロデューサー）